# Mo'ed Katan
Mo'ed Katan o Mo'edh Qatan (ebraico: מועד קטן, lett. "Piccola Festa") è l'undicesimo trattato del Seder Moed nella Mishnah e nel Talmud. Esamina le leggi dei giorni mediani tra l'inizio e la fine di Pesach e di Sukkot (poiché entrambi i festival durano una settimana). Tali giorni sono noti anche come giorni "Chol HaMoed". Mo‘ed Katan discute anche delle leggi di Aveilut (Lutto). Composto da soli tre capitoli, ha una Gemara ("Completamento") sia nel Bavli che nel Yerushalmi.

## Attività permesse
La Mishnah Berurah riassume gli importanti principi che vengono stabiliti dal Mo‘ed Katan. Nella Mishnah Berurah 530:1 sono elencate le attività permesse durante Chol HaMoed:
- Davar Ha'Aved - Si può lavorare per evitare una perdita (cioè se si lasciasse il lavoro da fare dopo Chol HaMoed e ne risulterebbe una perdita).
- Tzarchei Moed - Si può eseguire il lavoro che richiede abilità, se necessario al proposito di mangiare durante Moed. Quanto ad altre attività si possono eseguire solo quei lavori che non richiedono abilità, se necessari per Chol HaMoed.
- Bishvil Poel She'Ayn Lo Ma Yochal - Se una persona non ha di che nutrirsi, allora può lavorare.
- Tzarchei Rabbim - Attività di beneficio pubblico possono esser eseguite durante Chol HaMoed.
- Ma'aseh Hedyot - lavoro non qualificato.

Questa lista contiene molti dettagli e restrizioni complessi, che vengono elaborati dalla Mishnah Berurah.